# Мухаммад, Ибтихадж
Ибтихадж Мухаммад (англ. Ibtihaj Muhammad, род. 4 декабря 1985) — американская фехтовальщица-саблистка, чемпионка мира и Панамериканских игр.

## Биография
Родилась в 1985 году в Мейплвуде (округ Эссекс, штат Нью-Джерси) в афроамериканской мусульманской семье. Мать разрешила ей заниматься фехтованием только после того, как увидела, что спортсменки-фехтовальщицы носят костюмы, закрывающие тело с головы до пят. Сначала занималась фехтованием на шпагах, затем переключилась на саблю.
В 2011 году завоевала две золотые медали Панамериканских игр и бронзовую медаль чемпионата мира. В 2012 и 2013 годах вновь завоёвывала бронзовые медали чемпионата мира. В 2012 году спортсменка не смогла пройти отбор на Олимпиаду в Лондоне из-за травмы руки.
В 2014 году стала чемпионкой мира. На чемпионате мира 2015 года завоевала бронзовую медаль.
В январе 2016 года Мухаммад заняла третье место в соревнованиях саблисток на этапе Кубка мира в Афинах и обеспечила себе место в сборной США по фехтованию на Олимпийские игры 2016 года в Рио-де-Жанейро (Бразилия). Американская олимпийская сборная избрала своим флагоносцем знаменитого пловца Майкла Фелпса. Журналисты крупных СМИ (CNN, Guardian и др.) в своих статьях обратились к Фелпсу и призвали его уступить статус знаменосца Мухаммад, отметив, что это было бы более символично, чем «высокий, успешный и богатый белый парень». Правда, пловец, невзирая на эти призывы, не отказался от почётной миссии и сам пронёс флаг США на церемонии. Выступая в Рио-де-Жанейро, Мухаммад стала первой американкой, которая соревновалась на Олимпийских играх в хиджабе. На Олимпиаде 2016 года Мухаммад завоевала бронзовую награду в командных соревнованиях по фехтованию на саблях.
В 2017 году стала прототипом для первой куклы Барби в хиджабе.  Начиная с сезона 2017 — 2018, не принимала участия в международных соревнованиях. Последним соревнованием, где принимала участие спортсменка, стал Чемпионат мира по фехтованию 2017. Мухаммад заняла 36 место, проиграв представительнице Германии Киндлер со счётом 12:15.  В 2019 спортсменка объявила, что не планирует участие в Олимпийских Играх в Токио и фактически уже завершила соревновательную карьеру.